# 8661 Ратцінгер
8661 Ратцінгер (8661 Ratzinger) — астероїд головного поясу, відкритий 14 жовтня 1990 року.
Тіссеранів параметр щодо Юпітера — 3,224.